# استقبال مجرمي الحرب بعد الصراع
يختلف استقبال الأفراد المذنبين بارتكاب انتهاكات للقانون الجنائي الدولي بعد النزاع اختلافًا كبيرًا، بدءًا من تقديمهم إلى العدالة في محاكمات جرائم الحرب وصولًا إلى تجاهل جرائمهم أو حتى تمجيدهم كأبطال. أدت مثل هذه القضايا إلى جدل في العديد من البلدان، بما في ذلك أستراليا والولايات المتحدة وألمانيا ودول البلطيق واليابان ويوغوسلافيا السابقة.

## حسب البلد

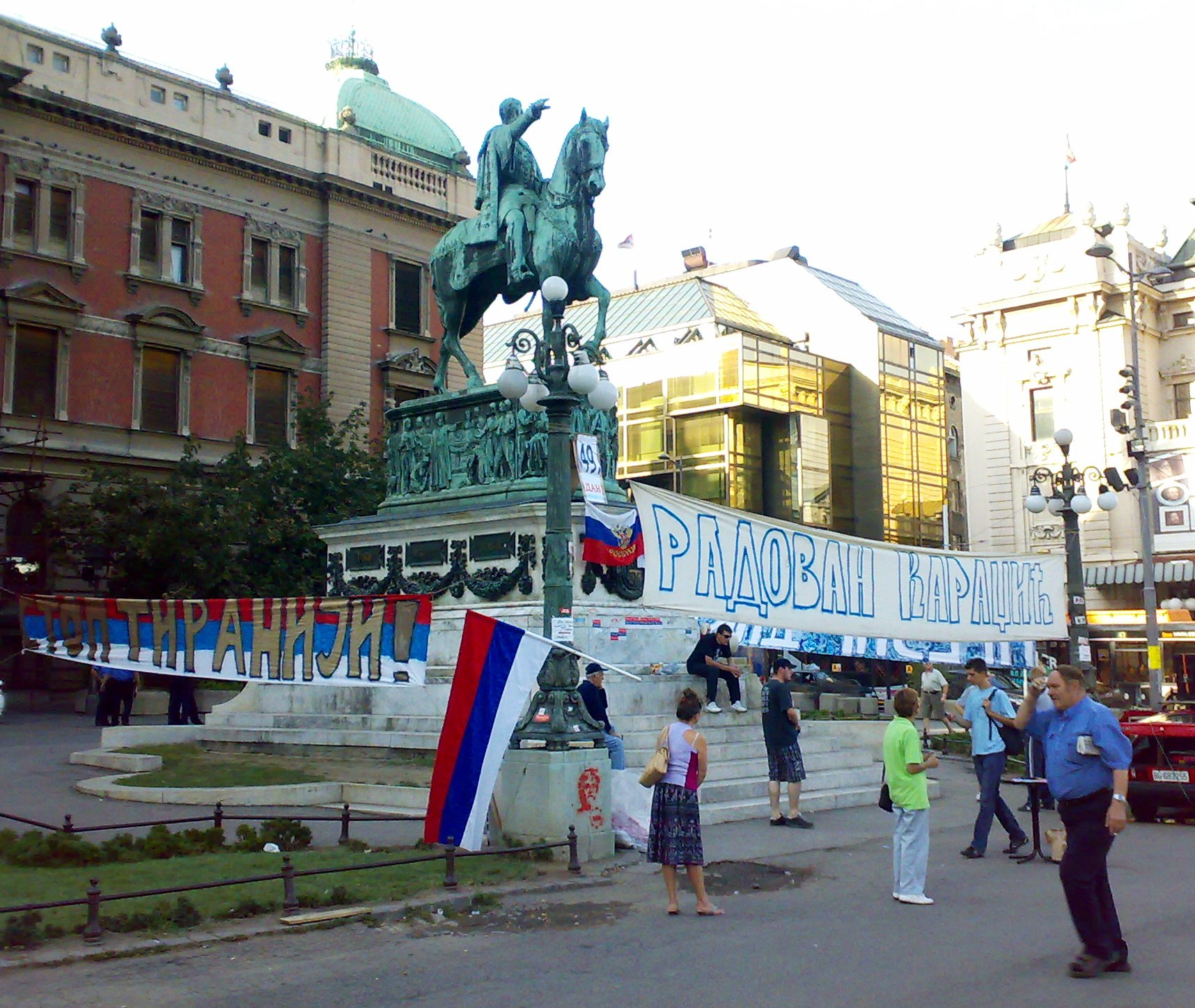
ساحة الجمهورية، أو "ساحة الجمهورية"، في وسط بلغراد، صربيا. مواطنون يحتجون على اعتقال مجرم الحرب رادوفان كاراديتش، الذي نُقل قبل 49 يومًا إلى المحكمة الجنائية الدولية ليوغوسلافيا السابقة في لاهاي. رفع المتظاهرون لافت ، تكريمًا لها لكونها من بين الدول التي لم تعترف بعد باستقلال كوسوفو.

### أستراليا
يجادل كتاب لمارك آرونز بأن أستراليا كانت «ملاذًا آمنًا لمجرمي الحرب» بمن فيهم النازيون والخمير الحمر والشرطة السرية التشيلية السابقة والمذنبون بارتكاب جرائم حرب في الحروب اليوغوسلافية. ولعب بعضهم دورًا في السياسة الأسترالية أو أجهزة المخابرات.

### البلقان
أكد الرئيس الكرواتي السابق إيفو يجوسيبوفيتش أن دول يوغوسلافيا السابقة كانت مترددة في مقاضاة مواطنيها بتهمة ارتكاب جرائم حرب لأن «الشعب يعتبر أفراده أبطالًا ولا يرى الضحايا إلا من جانبهم».
في جمهورية صرب البوسنة، تُمنع النصب التذكارية لضحايا الإبادة الجماعية في البوسنة. وبدلًا من ذلك، أقيمت نصب تذكارية لإحياء ذكرى الجناة الصرب الذين ارتكبوا جرائم حرب مثل رادوفان كاراديتش. وتتحدث الكتب المدرسية الثانوية عن كاراديتش دون الإشارة إلى أنه أدين بارتكاب جرائم حرب وإبادة جماعية. وفي صربيا، يتمتع مجرمو الحرب المدانون مثل فويسلاف سيسيلي بالدعم العام الذي يتماشى مع إنكار الإبادة الجماعية في البوسنة وكذلك إنكار جرائم الحرب الأخرى التي ارتكبها الصرب. 
بعد أن أدانت المحكمة الجنائية الدولية ليوغوسلافيا السابقة (أي سي تي واي) ستة من القادة العسكريين الكروات البوسنيين بارتكاب جرائم حرب وجرائم ضد الإنسانية في نوفمبر عام 2017، وصف رئيس وزراء كرواتيا أندريه بلينكوفيتش الحكم بأنه «ظلم أخلاقي عميق». أما برانيمير جلافاش، الجنرال الكرواتي السابق والسياسي الحالي الذي أدين سابقًا بتعذيب وقتل المدنيين الصرب في بلدة أوسييك خلال حرب الاستقلال الكرواتية، تلقى ترحيبًا حارًا بعد إطلاق سراحه في عام 2015 والذي تضمن حفلًا موسيقيًا أمام 1500 شخص مع وجود المغنيين ميروسلاف سكورو وماتي بوليتش. 
في كوسوفو، عُين مجرمو حرب مدانون مثل لاهي براهيماي ورستم مصطفى في مكاتب الدولة. وعندما أطلق سراح سيلمان سليمي من السجن بعد أن قضى عقوبته بتهمة ارتكاب جرائم حرب، قال رئيس كوسوفو هاشم تاتشي: «كوسوفو أفضل وأكثر أمانًا مع البطل الحي سيلمان سليمي في الحرية». وبعد وفاة هارادين بالا الألباني الكوسوفوي المدان بارتكاب جرائم حرب في يناير عام 2018، وقف برلمان كوسوفو دقيقة صمت حدادًا على وفاته. 
وكان يوهان تارولوفسكي، المواطن المقدوني الوحيد الذي أدانته المحكمة الجنائية الدولية ليوغوسلافيا السابقة، انتُخب للبرلمان في عام 2016 عن الحزب الديمقراطي للوحدة الوطنية المقدونية الحاكم. وقال عضو رفيع المستوى في الحزب لموقع بلقان إنسايت، «إنه بطلنا المقدوني ونحن فخورون بوجوده بين صفوفنا. من الأفضل للعمل من أجل المصالح المقدونية من تارولوفسكي؟»

### كمبوديا
في كمبوديا، كان ضريح بول بوت مركز أنشطة تمجيد.

### ألمانيا
جرت محاكمة بعض مجرمي الحرب الألمان في محاكمات نورنبيرغ، على الرغم من أن معظمهم أفلت من المسؤولية عن جرائمهم. تندد ألمانيا اليوم بأفعال مجرمي الحرب النازيين وليس لديها نصب تذكارية لهم. وفي المقابل، هناك العديد من النصب التذكارية للهولوكوست في ألمانيا.
ضابط قوات الأمن الخاصة يواخيم بايبر، الذي أدين وحُكم عليه بالإعدام لدوره في مذبحة مالميدي، أصبح لاحقًا محط تمجيد بين أولئك الذين يضفون الطابع الرومانسي على فافن إس إس (الجناح العسكري للحزب النازي).

### اليابان
كبار مجرمي الحرب اليابانيين الذين أدينوا وأعدموا في محاكمة طوكيو يُقدسون في ضريح ياسوكوني. لذلك كانت زيارات رؤساء الوزراء اليابانيين للضريح محل جدل.

### أمريكا اللاتينية
هاجر عدد من مجرمي الحرب النازيين إلى بلدان مختلفة في أمريكا اللاتينية، بما في ذلك يوزاف منغيله وكلاوس باربي وفرانز ستانغل. وفي عام 1961، احتجت الأرجنتين على اختطاف إسرائيل لأدولف أيخمان، المسؤول عن مقتل ملايين اليهود، وطالبت في البداية بعودته إلى الأرجنتين. وقد ناقش أيخمان صراحة جرائمه مع مهاجرين ألمان آخرين قبل اختطافه. وبعد اعتقاله، حدثت موجة من الهجمات المعادية للسامية ضد يهود الأرجنتين.